# Tizi n' Tichka
Tizi n' Tichka är ett bergspass i Marocko.   Det ligger i regionen Marrakech-Safi, 300 km söder om huvudstaden Rabat. Tizi n' Tichka ligger 2 233 meter över havet.